# Saint-Créac, Hautes-Pyrénées
Saint-Créac là một xã thuộc tỉnh Hautes-Pyrénées trong vùng Occitanie tây nam nước Pháp.